# Valentina Azarova
Valentina Vyacheslavovna Azarova (en ruso: Валентина Вячеславовна Азарова) (San Petersburgo, 2 de octubre de 1991) es una culturista, modelo de fitness y artista marcial especializada en jiu-jitsu. Con anterioridad a su carrera deportiva, fue conocida por ser modelo erótica y actriz pornográfica.

## Carrera deportiva
Natural de San Petersburgo, estudió en la Universidad Estatal Nacional de Cultura Física, Deportes y Salud. Centrada en el plano deportivo, uno de sus primeros entrenadores fue Yuri Vinogradov, pasando a estar posteriormente bajo la tutela de Matheus Senna.
Especialista en jiu-jitsu, es titular del cinturón morado. Sueña con trabajar con Keenan Cornelius, un popular jitter estadounidense. También se dedica a actividades de coaching.
En 2017, participó en la adaptación Ninja Warrior en la cadena rusa Piervy Kanal.

### Historial competitivo en jiu-jitsu
- - 2016 - Abierto de Finlandia (No-Gi)
- - 2016 - Russia National Pro (Gi)
- - 2016 - Campeonato de Rusia de Jiu-Jitsu (Ne-waza)
- - 2016 - Campeonato de Rusia de Jiu-Jitsu (Gi)[8]
- - 2017 - Copa de Rusia de Jiu-Jitsu (Ne-waza)[8]
- - 2017 - Abierto de Roma de Jiu-Jitsu IBJJF (Gi)
- - 2017 - Campeonato Europeo de Jiu-Jitsu (No-Gi)[9]
- - 2017 - Abierto de Finlandia (Gi)
- - 2017 - Russia National Pro (Gi)
- - 2017 - Copa de Rusia de Jiu-Jitsu (Power Open Fight)
- - 2017 - Abierto de Finlandia (No-Gi)

## Carrera como actriz pornográfica
Con anterioridad a iniciar su carrera como deportista, Azarova había comenzado a trabajar en la industria rusa del entretenimiento para adultos como bailarina en varios clubes nocturnos de San Petersburgo, así como modelo erótica y actriz pornográfica, debutando como tal en el año 2011, a los 20 años de edad. Durante los años que estuvo como actriz usó diversos alias, el principal Lupe Burnett, pero otros también como Megan Vale, Alanya Moorse, Francine, Francheska Cote, Isida, Zoey, Adriana, Cherie B, Francheska, Madelyn, Megan, Avina Delis, Francheska Zimov, Agata Fire, Franchesca, Cherie C, Francheska Cote, Malin, Allison o Francy.
Rodó más de 120 películas para estudios europeos y estadounidenses, destacando New Sensations, Evil Angel, Sunset Media, Digital Sin, Juicy Entertainment, Platinum Media, Teen Erotica, Wow Network, 21Sextury o Cherry Vision, entre otros.
Se retiró en 2017, a los 26 años, para iniciar su carrera deportiva. Alejada de esa parcela, algunos trabajos suyos como actriz fueron Anal Teens 2, Anal Teens From Russia 2, Club Timo, Desires 12, Fantasies 4, Lesbian Teen Tryouts, Lustful 2, My Cousins Like Anal Creampies, Rocco's X-treme Gapes 2, Sex Bomb o Teach Me Anal Sex.